# On a Clear Day You Can See Forever (bande originale)
Bandes originales par Barbra Streisand
Hello, Dolly!
(1969) The Owl and the Pussycat
(1970)
Bandes originales par Yves Montand
Joli Mai
(1963) Flamenco blaze
(1971)
On a Clear Day You Can See Forever est la bande originale du film américain réalisé par Vincente Minnelli Melinda. L'album sort le  1er juillet 1970 sous le label Columbia Records et contient des chansons interprétées par Barbra Streisand et Yves Montand, en plus d'une chorale et d'une orchestration live. Aucun single commercial ne sera issu de la bande originale. Cependant, la version reprise du titre éponyme de l'album sera réalisé en tant que single promotionnel par Columbia en vinyle 7". Produites exclusivement par Wally Gold, les dix pistes de l'album sont composées par Burton Lane et les paroles de Alan Jay Lerner. En 2008 sort une réédition de l'album sous format CD.
Les critiques mettent en avant les pistes de l'album et les capacités vocales de Streisand. Sur le plan commercial, il s'agit de la plus mauvaise entrée pour Streisand dans le Billboard 200, culminant par la suite à la 108e place en septembre 1970. Cependant, On a Clear Day You Can See Forever permet à Montand l'unique entrée de sa carrière dans le classement américain.

## Genèse et chansons

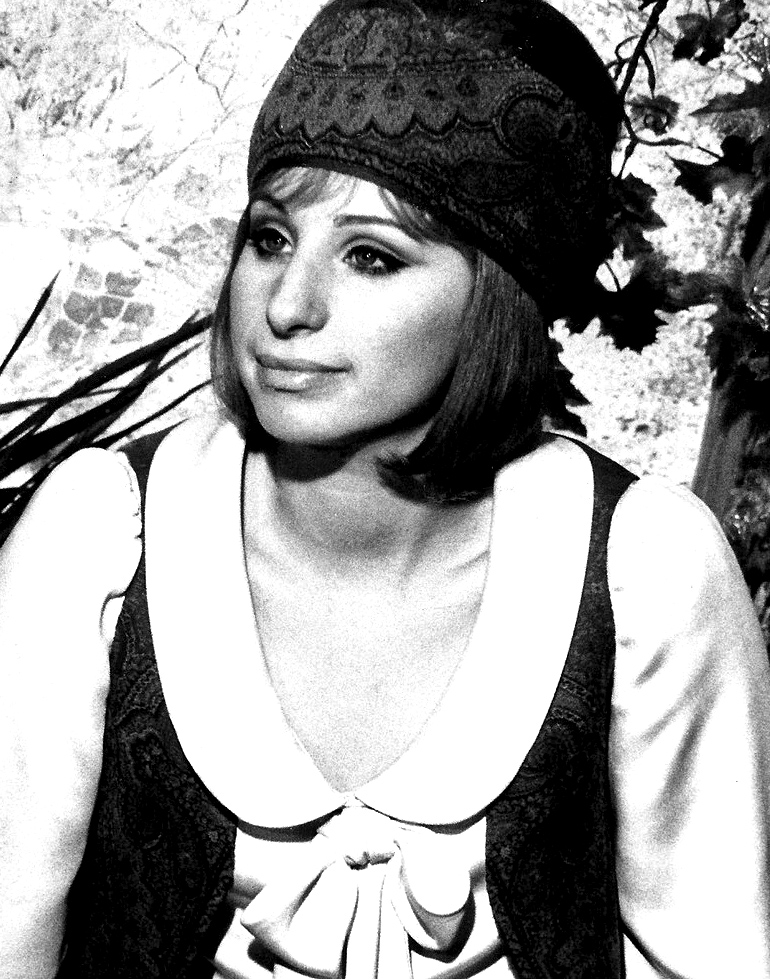
Barbra Streisand interprétant Daisy Gamble dans le film Melinda.

La plupart des chansons de l'album sont issues de la comédie musicale éponyme dont Melinda en est l'adaptation. Deux chansons d'amour qui n'étaient pas présentes dans la comédie originale sont composées pour Barbra Streisand. On a Clear Day You Can See Forever sort le 1er juillet 1970, sous le label de Streisand, Columbia Records. Les chansons sont enregistrées au début de l'année 1970 par Streisand et son partenaire Yves Montand dans les Samuel Goldwyn Studios à West Hollywood en Californie. Les paroles des dix chansons de l'album sont d'Alan Jay Lerner et la musique de Burton Lane. Sur la quatrième piste de l'album, Melinda, Luiz Bonfá et Maria Toledo sont crédités en tant que paroliers supplémentaires. Streisand est crédité comme unique chanteur pour Hurry! It's Lovely Up Here, Love with All the Trimmings, Go to Sleep, He Isn't You, What Did I Have That I Don't Have, et la reprise de On a Clear Day (You Can See Forever), alors que Montand est crédité pour la version standard de la chanson-titre en plus de Melinda et Come Back to Me. La seconde piste de l'album est une version orchestrale de On a Clear Day (You Can See Forever) interprété par des chœurs. L'acteur Jack Nicholson devait chanter dans certaines scènes du film, mais elles ont été coupées. Ces chansons ne sont pas incluses dans la bande originale. L'album est exclusivement produit par Wally Goldet et est arrangé et dirigé par Nelson Riddle.
Bien qu'aucune des chansons n'aient été choisies comme single, la chanson-titre On a Clear Day (You Can See Forever) est distribué en tant que single promotionnel par Columbia Records en juillet 1970 aux radios. Le vinyle 7" contient sur ses deux faces la version reprise de la chanson. La bande originale est également éditée sur cartouches 8 pistes avec les mêmes pistes mais dans un ordre différent. On a Clear Day You Can See Forever sort sous format CD, le 5 février 2008.

## Accueil
La bande originale de Melinda reçoit de manière générale des critiques positives de la part de la presse. La rédaction du magazine Billboard écrit que la prestation de Streisand au sein de la chanson-titre, de He Isn't You, et de What Did I Have That I Don't Have valent à la bande originale la peine d'être achetée. Billboard prédit également le succès couronnée de la bande originale dans le Billboard 200 en raison de la popularité du film associé. La rédaction ajoute que Montant confère son charme unique à la chanson-titre et à Come Back to Me. À la suite du visionnage du film, Vincent Canby du New York Times considère Love with All the Trimmings comme étant la chanson la plus importante de Melinda en raison de son « lyrisme luxuriant » digne de la période Yolanda et le Voleur du réalisateur ; parmi le reste des pistes de la bande originale, il considère Come Back to Me, Go to Sleep, On a Clear Day (You Can See Forever), et What Did I Have That I Don't Have comme « quatre autres excellentes chansons ». William Ruhlmann sur AllMusic est plus critique à propos de l'album et explique : « Le film était considéré comme un point bas de la carrière de Barbra Streisand et la bande originale n’est guère meilleure ». Bien qu'il ait donné deux étoiles sur cinq à l'album et félicité la voix puissante de Streisand, Ruhlmann critique la décision d'inclure la plupart des contributions de Montand à la bande originale: « [Il] obtient beaucoup de place dans l'enregistrement, ce qui en fait un gaspillage presque total ».
Au moment de sa sortie, On a Clear Day You Can See Forever réalise la plus mauvaise entrée de Streisand dans le Billboard 200, alors que la bande originale permet à Montand de faire l'unique et meilleure entrée de sa carrière dans le classement américain. L'album débute à la 192e place du classement la semaine du 25 juillet 1970, pour culminer six semaines plus tard à la 108 position, devenant le premier album de Streisand à ne pas entrer dans le top 100,. L'album reste au total 24 semaines dans le Billboard 200. Plus tard dans l'année, l'autre bande originale de Steisand – The Owl and the Pussycat – réalisera une performance plus mauvaise pour Streisand en culminant à la 186e place.

## Pistes de l'album
| 1.  | Hurry! It's Lovely Up Here                        | Burton Lane, Alan Jay Lerner           | Barbra Streisand   | 2:56 |
| 2.  | On a Clear Day (You Can See Forever) (Main Theme) | Lane, Lerner                           | Orchestre / Chœurs | 2:28 |
| 3.  | Love with All the Trimmings                       | Lane, Lerner                           | Streisand          | 2:50 |
| 4.  | Melinda                                           | Luiz Bonfá, Lane, Lerner, Maria Toledo | Yves Montand       | 2:18 |
| 5.  | Go to Sleep                                       | Lane, Lerner                           | Streisand          | 3:01 |
| 6.  | He Isn't You                                      | Lane, Lerner                           | Streisand          | 2:14 |
| 7.  | What Did I Have That I Don't Have                 | Lane, Lerner                           | Streisand          | 5:58 |
| 8.  | Come Back to Me                                   | Lane, Lerner                           | Montand            | 4:25 |
| 9.  | On a Clear Day (You Can See Forever)              | Lane, Lerner                           | Montand            | 2:51 |
| 10. | On a Clear Day (You Can See Forever) (Reprise)    | Lane, Lerner                           | Streisand          | 2:51 |

| 1.  | Hurry! It's Lovely Up Here                        | Burton Lane, Alan Jay Lerner           | Barbra Streisand  | 2:56 |
| 2.  | On a Clear Day (You Can See Forever) (Main Theme) | Lane, Lerner                           | Orchestre / Cœurs | 2:28 |
| 3.  | Melinda                                           | Luiz Bonfá, Lane, Lerner, Maria Toledo | Yves Montand      | 2:18 |
| 4.  | Go to Sleep                                       | Lane, Lerner                           | Streisand         | 3:01 |
| 5.  | Come Back to Me                                   | Lane, Lerner                           | Montand           | 4:25 |
| 6.  | He Isn't You                                      | Lane, Lerner                           | Streisand         | 2:14 |
| 7.  | What Did I Have That I Don't Have                 | Lane, Lerner                           | Streisand         | 5:58 |
| 8.  | Love with All the Trimmings                       | Lane, Lerner                           | Streisand         | 2:50 |
| 9.  | On a Clear Day (You Can See Forever)              | Lane, Lerner                           | Montand           | 2:51 |
| 10. | On a Clear Day (You Can See Forever) (Reprise)    | Lane, Lerner                           | Streisand         | 2:51 |

## Crédits
| - Yves Montand – voix - Barbra Streisand – voix - John Arrias – restauration CD - Luiz Bonfá – paroles (piste 4) - Wally Gold – production - Bernie Grundman – rematriçage CD | - Burton Lane – musique - Alan Jay Lerner – paroles - Don Meehan – ingénieur d'enregistrement - Nelson Riddle – arrangements musicaux, chef d'orchestre - Maria Toledo – paroles (piste 4) |

## Classements hebdomadaires
| Classements (1970)         | Meilleure position |
| -------------------------- | ------------------ |
| États-Unis (Billboard 200) | 108                |

## Compléments